# Frèdol de Tolosa
Frèdol (de vegades esmentat com a Fredeló; ca. 815 - Tolosa de Llenguadoc, 852) fou comte de Roergue, Tolosa (844-852), Carcassona, Rasès (849-852), Pallars i Ribagorça (844-852).
Era fill de Fulcoald de Roergue i de Senegunda. Fulcoald era fill del comte Gibert o Gilabert I de Roergue (esmentat vers 795), i Senegunda era filla d'una germana de Guillem I de Tolosa, casada amb un Frèdol que podria ser el personatge d'aquest nom esmentat com a missus dominicus els primers anys del segle IX. Se sospita que vers 840 fou associat pel seu pare Fulcoald al govern del comtat de Roergue.

## Primera aparició de Frèdol amb Pipí II
Bernat de Septimània fou capturat per les forces lleials a Carles el Calb dirigides per Guerí de Provença a finals del 843 o començament del 844, i fou executat cap al començament del setge de Tolosa (probablement el maig). Llavors Fredol havia de defensar Tolosa en nom de Pipí II d'Aquitània durant el setge d'aquesta ciutat per Carles II el Calb, probablement com a delegat del seu pare Fulcoald, un dels comtes més propers a Tolosa. El setge va fracassar i després de la victòria de Guillem de Septimània a l'Angumois el juny del 844 probablement Pipí II va investir amb el comtat i ducat de Tolosa a Guillem, que fou l'únic territori que va conservar de les possessions paternes, ja que la resta dels dominis del seu pare havien estat concedits i ocupats per Sunifred I (comte d'Urgell i Cerdanya des del 834). Sobre si Frèdol es va sentir postergat després de resistir el setge i no obtenir cap honor, només es pot especular.

## Fredol al Pallars i Ribagorça
Els pagus de Pallars i Ribagorça pertanyien al comtat de Tolosa, però en una data no anterior al 833 s'havien segregat i els nobles havien nomenat a un comte separat, càrrec pel qual van designar a Galí I Asnar, comte d'Urgell i Cerdanya. Galí I Asnar fou desposseït el 834 d'aquestos dos darrers comtats a petició de Berenguer de Tolosa que els va fer concedir a Sunifred I (de la família comtal de Carcassona, el possible germà del qual Sunyer I va rebre al mateix temps els comtats d'Empúries i Rosselló). Però Asnar I Galí va conservar de fet els dos comtats fins a la seva expulsió efectiva el 838 i llavors es va refugiar al Pallars i Ribagorça on la mort del rei Pipí I d'Aquitània aquell any va ajudar a mantenir una virtual independència, ja que al darrere va seguir la guerra entre Pipí II d'Aquitània i Carles el Calb. El 844 va morir el comte Galí I Garcés d'Aragó i Asnar I Galí el va succeir, descuidant potser el govern del Pallars i la Ribagorça. Frèdol, després de defensar victoriosament Tolosa contra les tropes reialistes, va dirigir la seva atenció entre 844 i 848 sobre els dos comtats, als que va enviar una expedició i els va ocupar. La condició de comte de Pallars i Ribagorça, com a territoris fronterers, li donava dret al títol de marquès.

## Comte i duc de Tolosa
El 5 de juny del 845 Pipí II d'Aquitània i Carles II el Calb van signar la pau a l'abadia de Saint-Benoît-sur-Loire. Pipí era reconegut rei d'Aquitània sense el Poitou, Santonya i Angumois que van passar a Carles. En aquest moment era comte i duc de Tolosa Guillem de Septimània. Al llarg del 845 els normands van remuntar la Garona, i van derrotar i capturar al comte de Bordeus i Saintes i possible duc de Gascunya, Seguí II, en un lloc entre les dues ciutats. Saintes fou incendiada i poc després el comte Seguí fou executat potser per manca de pagament del rescat. Guillem fou llavors enviat a la zona com a comte de Bordeus (i segurament de Saintes) i Agen i potser duc de Gascunya, deixant el govern de Tolosa a Frèdol.
De com va arribar Frèdol al govern hi ha diverses teories:
a) Estava enfrontat a Guillem de Septimània perquè tots dos aspiraven a Tolosa. Frèdol s'hauria apoderat del govern de Tolosa aprofitant l'absència de Guillem enviat a Gascunya contra els normands.
b) Quan Guillem fou enviat a Gascunya va deixar voluntàriament el govern a Frèdol (que potser hauria actuat, per delegació del seu pare Fulcoald, sempre en nom de Guillem).
c) Quan Guillem fou enviat a Gascunya, el rei Pipí va nomenar pel govern a Frèdol.

## Comte de Roergue
Sembla que el 845 encara vivia Fulcoald i Frèdol no era comte de Roergue, comtat al qual va arribar per herència del seu pare, mort a tot estirar el 849.

## Frèdol i l'església de Reims
En els anys que Pipí II va gaudir tranquil·lament del regne (845-847) l'església de Reims, una de les principals de França, tenia béns a diversos territoris d'Aquitània. L'arquebisbe Hincmar va demanar a Pipí II, a través del sobirà Carles el Calb, de prendre els béns d'aquestes regions sota la seva protecció. Pipí per acontentar al seu oncle hi va accedir i va donar al comte Frèdol la intendència de les terres de l'església a Alvèrnia, Llemosí i Poitou.

## Frèdol amb Carles II el Calb
El 849 Carles va tornar a Aquitània i a mitjan any es va dirigir a Tolosa i va enviar un destacament d'avantguarda per iniciar el setge. Frèdol va defensar altre cop la ciutat contra el rei. Les forces reials van dirigir els atacs cap a diferents fronts, entre els quals el de la porta Narbonesa, on estava l'antic palau dels reis visigots, atac que fou encarregat a Heribert, abat de Fontanelle; els homes de l'abat van acumular material inflamable a la porta i li van calar foc i en va cremar la major part tot i els esforços dels assetjats; Frèdol suposadament alarmat, veient que la ciutat podia ser assaltada per aquest punt, va demanar l'endemà la capitulació i va obrir les portes a Carles el Calb, al que va jurar fidelitat quan va entrar a la ciutat. Sembla que en realitat la ciutat haguera pogut ser defensada força més temps però Frèdol va decidir lliurar-la i passar al bàndol reial. Frèdol fou confirmat com a comte i duc de Tolosa.

## Carcassona i Rasès
Els comtats de Carcassona i Rasès formaven part del regne d'Aquitània. El 850 l'assemblea del regne confiscava aquests dos comtats al comte Miró Eutili i van passar a formar part dels dominis de Frèdol de Tolosa.

## Mort i descendència
Va morir el 852. Del seu matrimoni amb Oda de Narbona va deixar una sola filla anomenada Udalgarda casada amb un Bernat de Besalú. Udalgarde i Bernat són esmentats en una acta del 877 per les que matrimoni restablia l'antiga abadia de Nant a Roergue sota dependència de l'abadia de Vabre que havia fundat el seu cunyat Ramon (és a dir Ramon I de Tolosa); en l'acta s'anomena filla de Frèdol i d'Oda.
En els seus honors el va succeir el seu germà Ramon I de Tolosa.

## Genealogia
|  |  |  |  |        |        |                    |                    |                    |                    |                    |                    |                     |                     |                     |                     |                     |                     |    |    |    |    |                   |                   |                   |                   |                   |                   |                |                |                |                |           |           |           |           |           |           |    |    |     |     |     |     |     |     |                     |                     |                     |                     |                     |                     |     |     |  |  |  |  |  |  |
|  |  |  |  |        |        |                    |                    |                    |                    |                    |                    |                     |                     |                     |                     |                     |                     |    |    |    |    |                   |                   |                   |                   |                   |                   |                |                |                |                |           |           |           |           |           |           |    |    |     |     |     |     |     |     |                     |                     |                     |                     |                     |                     |     |     |  |  |  |  |  |  |
|  |  |  |  |        |        | Gilbert de Roergue | Gilbert de Roergue | Gilbert de Roergue | Gilbert de Roergue | Gilbert de Roergue | Gilbert de Roergue |                     |                     |                     |                     |                     |                     | NN | NN | NN | NN | NN                | NN                |                   |                   | Frèdol, missus    | Frèdol, missus    | Frèdol, missus | Frèdol, missus | Frèdol, missus | Frèdol, missus |           |           |           |           |           |           | NN | NN | NN  | NN  | NN  | NN  |     |     | Guillem I de Tolosa | Guillem I de Tolosa | Guillem I de Tolosa | Guillem I de Tolosa | Guillem I de Tolosa | Guillem I de Tolosa |     |     |  |  |  |  |  |  |
|  |  |  |  |        |        | Gilbert de Roergue | Gilbert de Roergue | Gilbert de Roergue | Gilbert de Roergue | Gilbert de Roergue | Gilbert de Roergue |                     |                     |                     |                     |                     |                     | NN | NN | NN | NN | NN                | NN                |                   |                   | Frèdol, missus    | Frèdol, missus    | Frèdol, missus | Frèdol, missus | Frèdol, missus | Frèdol, missus |           |           |           |           |           |           | NN | NN | NN  | NN  | NN  | NN  |     |     | Guillem I de Tolosa | Guillem I de Tolosa | Guillem I de Tolosa | Guillem I de Tolosa | Guillem I de Tolosa | Guillem I de Tolosa |     |     |  |  |  |  |  |  |
|  |  |  |  |        |        |                    |                    |                    |                    |                    |                    |                     |                     |                     |                     |                     |                     |    |    |    |    |                   |                   |                   |                   |                   |                   |                |                |                |                |           |           |           |           |           |           |    |    |     |     |     |     |     |     |                     |                     |                     |                     |                     |                     |     |     |  |  |  |  |  |  |
|  |  |  |  |        |        |                    |                    |                    |                    |                    |                    | Fulcoald de Roergue | Fulcoald de Roergue | Fulcoald de Roergue | Fulcoald de Roergue | Fulcoald de Roergue | Fulcoald de Roergue |    |    |    |    |                   |                   |                   |                   |                   |                   |                |                |                |                | Senegunda | Senegunda | Senegunda | Senegunda | Senegunda | Senegunda |    |    |     |     |     |     |     |     |                     |                     |                     |                     |                     |                     |     |     |  |  |  |  |  |  |
|  |  |  |  |        |        |                    |                    |                    |                    |                    |                    | Fulcoald de Roergue | Fulcoald de Roergue | Fulcoald de Roergue | Fulcoald de Roergue | Fulcoald de Roergue | Fulcoald de Roergue |    |    |    |    |                   |                   |                   |                   |                   |                   |                |                |                |                | Senegunda | Senegunda | Senegunda | Senegunda | Senegunda | Senegunda |    |    |     |     |     |     |     |     |                     |                     |                     |                     |                     |                     |     |     |  |  |  |  |  |  |
|  |  |  |  |        |        |                    |                    |                    |                    |                    |                    |                     |                     |                     |                     |                     |                     |    |    |    |    |                   |                   |                   |                   |                   |                   |                |                |                |                |           |           |           |           |           |           |    |    |     |     |     |     |     |     |                     |                     |                     |                     |                     |                     |     |     |  |  |  |  |  |  |
|  |  |  |  |        |        |                    |                    |                    |                    |                    |                    |                     |                     |                     |                     |                     |                     |    |    |    |    |                   |                   |                   |                   |                   |                   |                |                |                |                |           |           |           |           |           |           |    |    |     |     |     |     |     |     |                     |                     |                     |                     |                     |                     |     |     |  |  |  |  |  |  |
|  |  |  |  | Frèdol | Frèdol | Frèdol             | Frèdol             | Frèdol             | Frèdol             |                    |                    | Oda de Narbona      | Oda de Narbona      | Oda de Narbona      | Oda de Narbona      | Oda de Narbona      | Oda de Narbona      |    |    |    |    | Ramon I de Tolosa | Ramon I de Tolosa | Ramon I de Tolosa | Ramon I de Tolosa | Ramon I de Tolosa | Ramon I de Tolosa |                |                | Berta          | Berta          | Berta     | Berta     | Berta     | Berta     |           |           |    |    | NN. | NN. | NN. | NN. | NN. | NN. |                     |                     | NN.                 | NN.                 | NN.                 | NN.                 | NN. | NN. |  |  |  |  |  |  |
|  |  |  |  | Frèdol | Frèdol | Frèdol             | Frèdol             | Frèdol             | Frèdol             |                    |                    | Oda de Narbona      | Oda de Narbona      | Oda de Narbona      | Oda de Narbona      | Oda de Narbona      | Oda de Narbona      |    |    |    |    | Ramon I de Tolosa | Ramon I de Tolosa | Ramon I de Tolosa | Ramon I de Tolosa | Ramon I de Tolosa | Ramon I de Tolosa |                |                | Berta          | Berta          | Berta     | Berta     | Berta     | Berta     |           |           |    |    | NN. | NN. | NN. | NN. | NN. | NN. |                     |                     | NN.                 | NN.                 | NN.                 | NN.                 | NN. | NN. |  |  |  |  |  |  |